# 潮汕民居

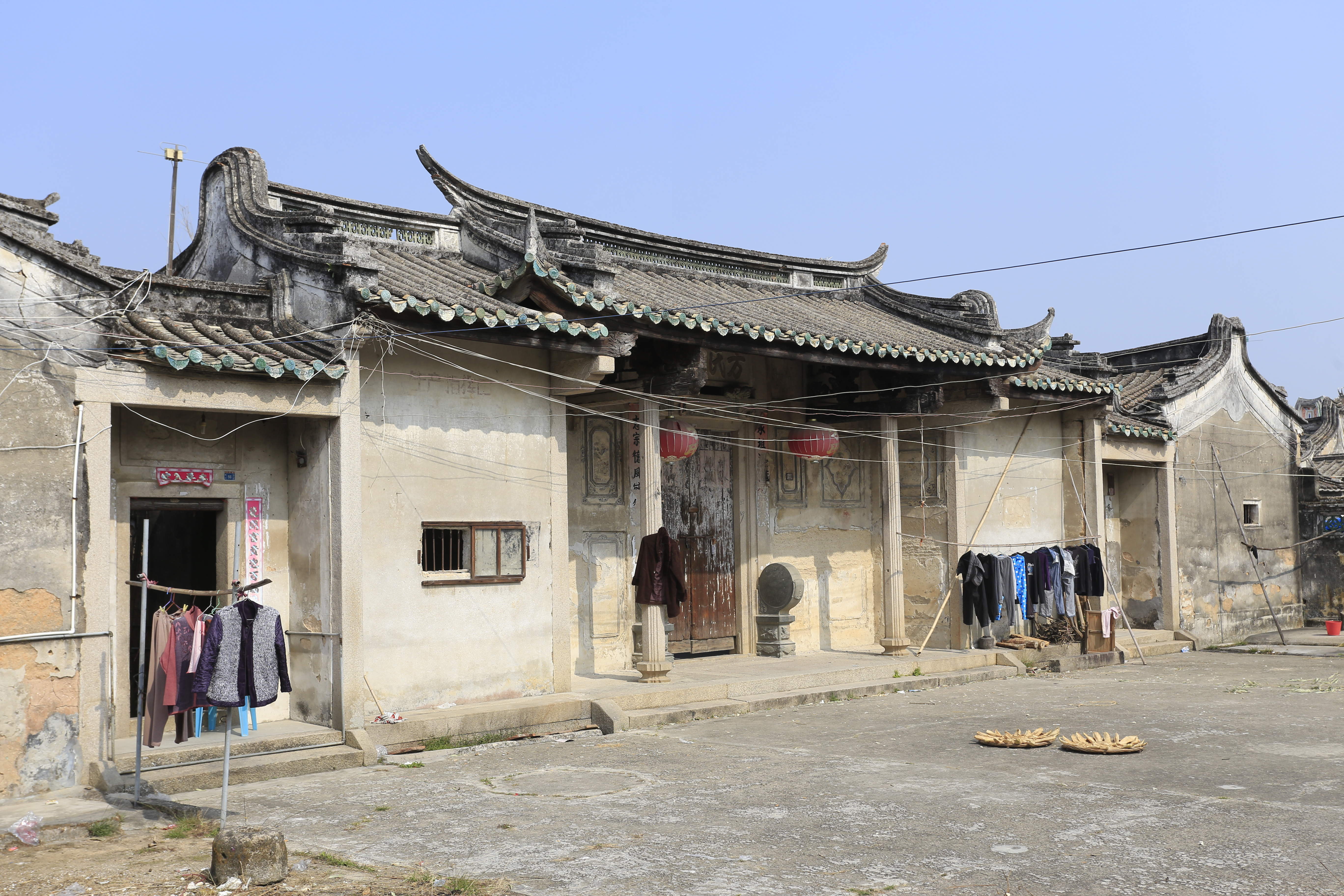
广东普宁一处民宅

潮汕民居也称潮州厝，是指广东省东部潮汕地区的传统民居建筑，是潮汕文化的重要组成部分。
潮汕民居继承了中原汉式合院式建筑传统，结合当地气候和环境，平面布局多为南北朝向，坐北朝南，以矩形院落和天井构成“府第式”民居。建筑多由两部分组成，为“前埕后厝”的总体布局。前半部称之为“外埕”或“前埕”，埕面用贝灰沙土打夯或石材铺砌，三面围墙，主体建筑称之为“后厝”，由中轴线的主体建筑和左右对称的从厝构成。

## 文化渊源
潮汕人伦理观念为以家庭、家族为本，遵循维持家庭秩序的行为准则，体现在建筑上有两个特点。
- 建筑空间的内向型和封闭性。以天井为中心，建筑沿四周围合。依院墙围合，独立门户，形成院落齐正，铺砌整齐的民居建筑。
- 建筑空间的秩序性。主体建筑和主要厅堂位于中轴中央，次要建筑分列两旁和前后。能从房间的分布，推断家庭成员的应该居住的位置，也能表明各人的家庭地位。

### 民居聚落

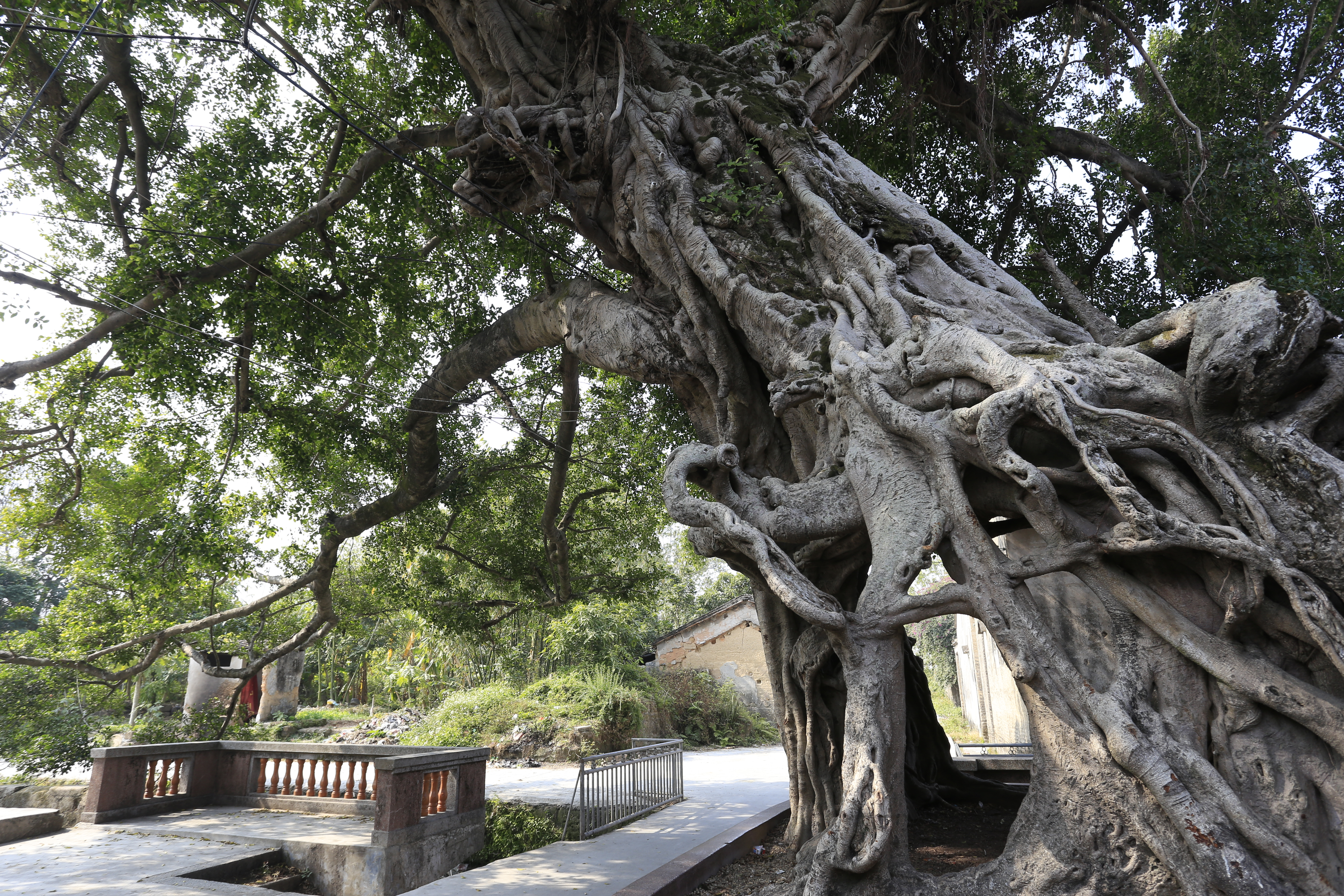
普宁市洪阳镇桥头榕树

乡村民居聚落的选址讲究风水，按照负阴抱阳，依山面水的基本原则，讲究山脉水流地势的位置走向，依此进行聚落的筹划。
根据潮汕人崇尚追源报本、光宗耀祖的血缘认同和宗族观念，多以宗祠为中心布局，聚族而居。宗祠一般处于最中心或最重要的位置，以各左民居为基本建筑单位，形成组团布局，构成村落。
村口、路旁等常常种植有榕树，象征奋发向上的精神，并以榕树下垂的须根象征落叶归根的愿望。

## 形态样式

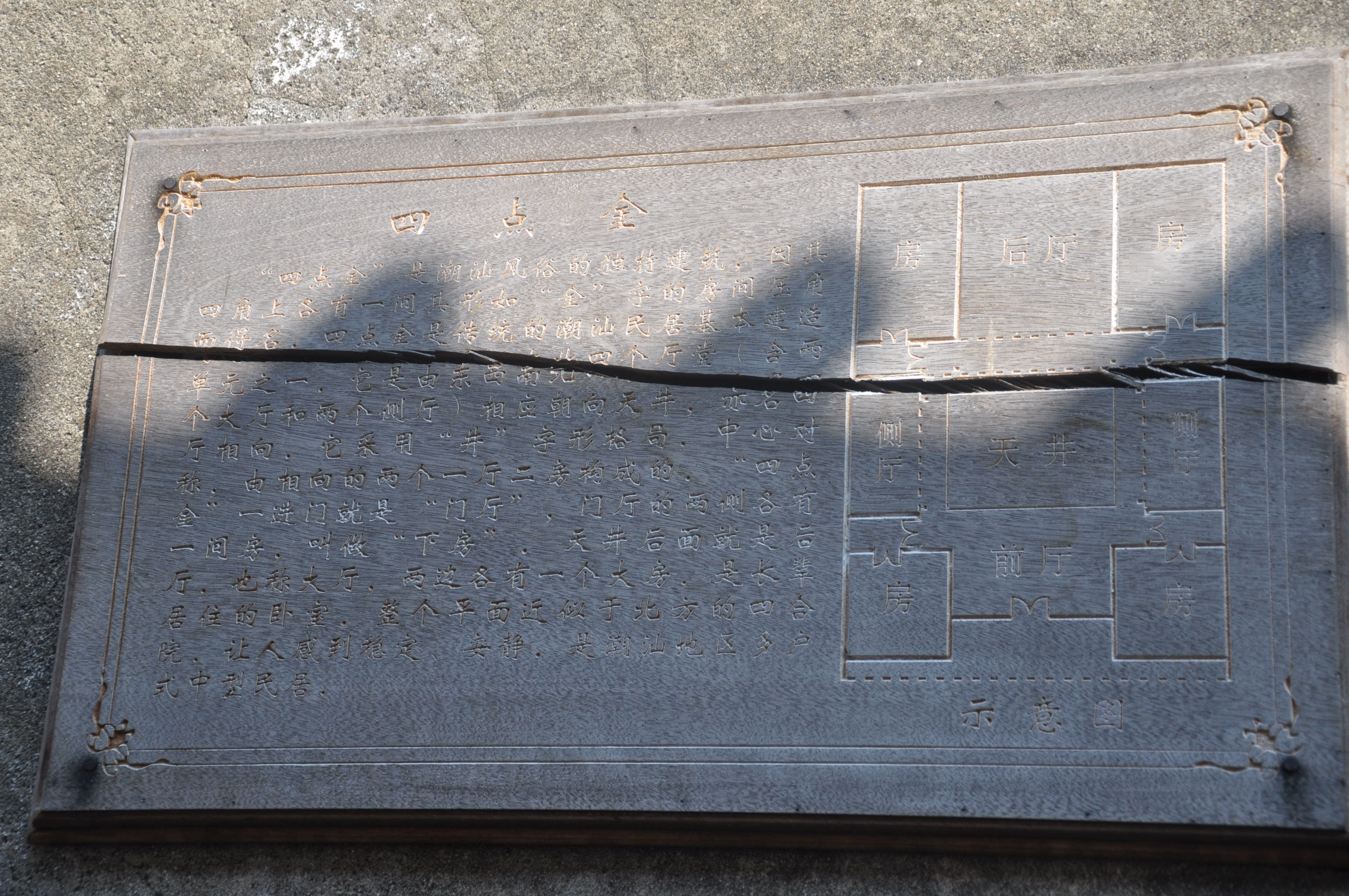
四点金的介绍和示意图，置于普宁市洪阳德安里

乡土民居建筑基本形态有“竹竿厝”、“下山虎”、“四点金”、“五间过”等，规模较大的府第则有“三座落”、“二落二从厝”、“三落四从厝”（驷马拖车）、“百间厝”（百鸟朝凰）等形式。
竹竿厝为单开间，通常厅房合一，前为小院，后为天井厨房，开间跨度不大，结构简单，在乡村一般几间连成排。
下山虎为主座三开间，中间大厅，左右为房间。前有天井，两侧为“伸手”或称“厝手”，用作厨房或贮藏间。因其形状像虎而得名，适合小户人家生活。
四点金为方形九宫格形式，分前后两进，前进为门楼和前厅，左右有一前房；后进为主座，主座三开间，正中为大厅，左右各有一大房。前后进中间为天井，旁边“伸手”连接前后房，为侧厅或厢房。因四面山墙像汉字“金”而得名。
五间过为四点金的横向增大，为五开间，规模较大。房屋增加四间，天井面积也增大了。
三座落也称三厅亘，为四点金的纵向扩大型，三进落建筑。前厅为会客，中厅举行各种仪式，后厅设神龛用以祭祖。
“二落二从厝”是在四点金的基础上增加两边从厝。从厝一般五开间，围护在主座左右，为小辈或佣人的住所。一般只有大户人家才会修建。
“三落四从厝”也称驷马拖车，以三座落为主体，或由两条从厝拱卫，或由四座四点金拱卫，前有阳埕，后带厝包和后天井，周围用围厝或围埕围合起来。是功能配套完善，规模宏大的建筑群。
百间厝，也称百鸟朝凰，以一座三座落为主体，100间左右的厅房围绕主题建筑，围合而成一座大型豪宅。

## 建筑特征[2]
- 版筑夯土墙
- 建筑构架排列有序
- 硬山顶为主
- 五行墙头和山墙
- 门户丰富多彩
- 外封闭内开敞的各式窗户
- 采用天井注重采光通风
- 装饰种类多、范围广、追求富丽堂皇

有“潮州大厝皇宫起”、“京华帝王府、潮汕百姓家”之称。

## 建筑实例

### 府第
- 许驸马府
- 林氏家庙和林乔樌府
- 德安里
- 资政第
- 顺德居
- 梅康里
- 张氏旧家
- 莼园
- 通祖家墅
- 思成大厝
- 亲仁里
- 仰德里
- 陈慈黉故居
- 黉利宅

### 宗祠
- 袁氏家庙
- 揭阳古溪陈氏家庙
- 南澳康氏宗祠
- 聚祖公祠
- 己略黄公祠

### 村寨、土楼
- 龙湖寨
- 永宁寨
- 东里寨
- 道韵楼
- 新彩楼